# Municipio de Arispie
El municipio de Arispie (en inglés: Arispie Township) es un municipio ubicado en el condado de Bureau en el estado estadounidense de Illinois. En el año 2010 tenía una población de 760 habitantes y una densidad poblacional de 8,02 personas por km².

## Geografía
El municipio de Arispie se encuentra ubicado en las coordenadas 41°16′33″N 89°27′05″O / 41.27583, -89.45139. Según la Oficina del Censo de los Estados Unidos, el municipio tiene una superficie total de 94.71 km², de la cual 94,71 km² corresponden a tierra firme y (0 %) 0 km² es agua.

## Demografía
Según el censo de 2010, había 760 personas residiendo en el municipio de Arispie. La densidad de población era de 8,02 hab./km². De los 760 habitantes, el municipio de Arispieestaba compuesto por el 96,84 % blancos, el 0,13 % eran amerindios, el 0,26 % eran asiáticos, el 2,24 % eran de otras razas y el 0,53 % eran de una mezcla de razas. Del total de la población el 2,63 % eran hispanos o latinos de cualquier raza.